# Rắn ri cá
Rắn ri cá (Danh pháp khoa học: Homalopsis buccata) là một loài rắn trong họ Homalopsidae. 

## Đặc điểm
Rắn dài gần 1m, nặng khoảng 6 lạng có nhiều khoanh tròn từ đầu đến đuôi, đặc biệt trên đầu có chấm màu đen mũi tên, dưới bụng có nốt màu đen như nốt ruồi. Chúng được nhận biết ngay lập tức bởi cái đầu to rộng. Thân to, chắc, hình trụ với các vảy gồ lên. Trên đỉnh đầu có những hoa văn như hình mặt nạ màu trắng. Thân màu nâu đỏ nhạt với nhiều vạch ngang màu vàng nhạt viền đen, nhưng nhạt dần sang màu nâu xám ở các con rắn già. Phần bụng màu trắng có những chấm tròn đen nhỏ. Rắn con có màu đen và vạch trắng.
Loài rắn ri cá sinh sống chủ yếu ở miền sông nước ở miền nam và không nguy hiểm cho người dân khi bị rắn này cắn. Thịt rắn ri cá ăn ngon. Thức ăn chính của loài này là cá và ếch nhái. Con cái mỗi lứa đẻ từ 2 - 20 con, rắn con dài khoảng 23 cm. Là loài ăn đêm và sống bán thời gian dưới nước, nó cư trú ven sông nước ngọt, ao hồ, kênh lạch và các đầm lầy.